# チューブリン

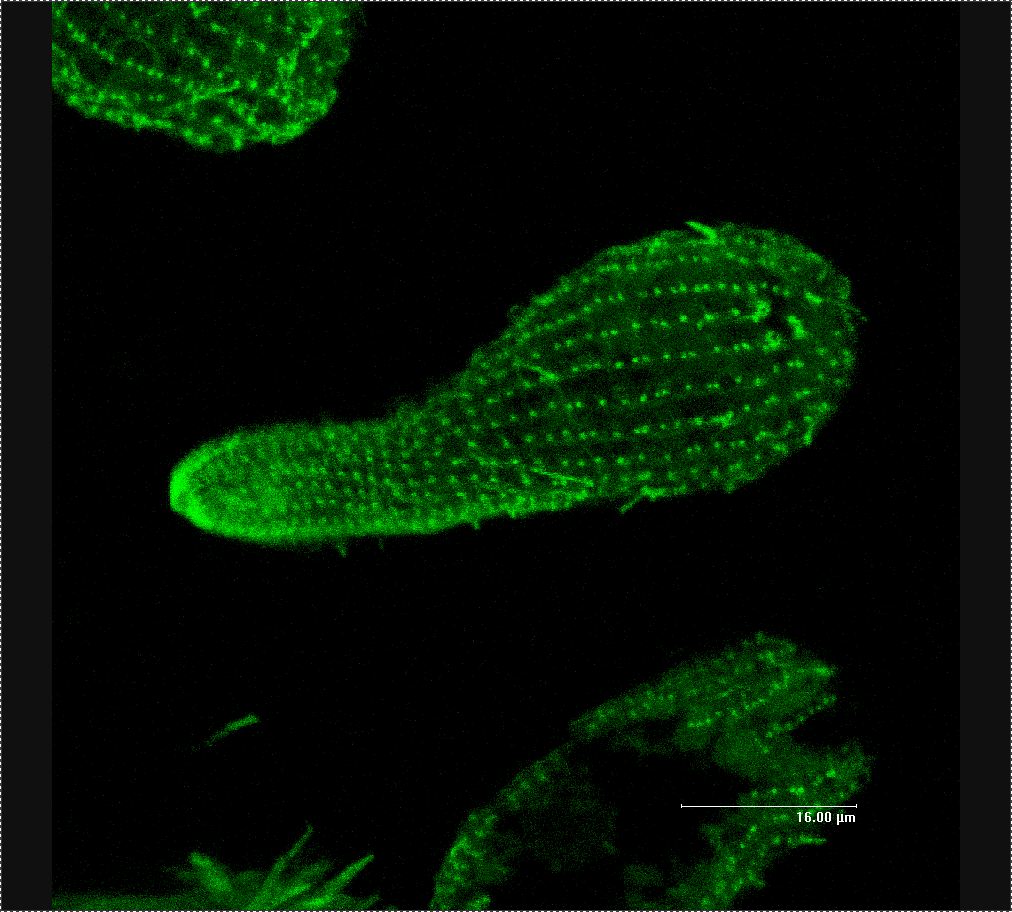
テトラヒメナにおけるβ-チューブリンの分布。GFP標識抗β-チューブリン抗体で染色したもの。

チューブリン（tubulin）は真核生物の細胞内にあるタンパク質であり、微小管や中心体を形成している。微小管（microtubule）にあることから生物学者の毛利秀雄により命名された。tubulin にすべきか tubularin にすべきか迷ったが、後者は日本人にとっては響きが悪いという意見があったためこのように命名されたとのエピソードもある。
チューブリンには分子量約5万のα-チューブリンとβ-チューブリンがあり、これらが1個ずつ結合したチューブリンダイマーが直線上に重合し、微小管のプロトフィラメントを構成する。このプロトフィラメントが管状に 11-16本程度結合したものが微小管である。チューブリンはGTP結合タンパク質であり、GTPの結合・加水分解により微小管の伸長と短縮が調節される。また中心体にはγ-チューブリンがあって微小管形成において重要な役割を演じている。
チューブリンはコルヒチンやタキソールなどのターゲットである。コルヒチンは微小管の解離を促進し、タキソールは逆に微小管を極度に安定化させて正常な細胞分裂を阻害する。
原核生物にはチューブリンと似た分子構造を持つ FtsZ が見いだされており、このタンパク質も繊維状構造をとることが知られている。FtsZ は真核生物にも存在し、一部の細胞小器官の分裂に関与している。